# Jurji Zaydan
Jurji Zaydan o George, Gurgi, Jirji (in arabo جرجي زيدان‎?, Ǧurǧī Zaydān; Beirut, 14 dicembre 1861 – Il Cairo, 22 luglio 1914) è stato uno scrittore e poeta libanese della cosiddetta Nahda letteraria ed esponente del nazionalismo arabo.

## Biografia
Jurjī Zaydān è stato uno scrittore cristiano (greco-ortodosso) libanese, di famiglia alquanto modesta sotto il profilo economico, tanto che il padre lo mandò a lavorare come cameriere in un ristorante già all'età di 11 anni.
Non compì studi regolari e fu di fatto un autodidatta. Chi gli insegnò a leggere e a scrivere fu suo padre, anche se a 19 anni Jurjī entrò nella Scuola Protestante Siriana, per seguire i corsi di Medicina. Malgrado ne fosse espulso dopo appena un anno, Zaydān si guadagnò la stima dei compagni e una buona fama all'interno della sua comunità.
Emigrato a 24 anni in Egitto, presto si affermò come scrittore di romanzi storici, che hanno sempre incontrato il favore del grande pubblico e dei critici. Fu anche il fondatore nel 1892 del mensile egiziano al-Hilāl (La mezzaluna), in cui si toccavano i temi della modernità, dell'importanza della scienza e della tecnologia, ma anche della cultura letteraria e della storia. Dalla rivista nascerà in seguito una casa editrice, ancor oggi tra le più importanti dell'Egitto e dell'intero mondo arabo.

## Opere

### In arabo
- Storia della civiltà islamica (Taʾrīkh al-tamaddun al-islāmī, 5 volumi, 1901 - 1906)
- Storia della letteratura araba parlata (4 volumi, 1911 - 1914)
- Taʾrīkh al-masūniyya al-ʿāmm (Storia generale della Massoneria), Cairo 1889
- al-Taʾrīkh al-ʿāmm (Storia generale), Cairo 1890
- Taʾrīkh al-Yunān wa l-Romān (Storia dei Greci e dei Romani), Cairo 1899
- Taʾrīkh Ingīltīrā (Storia dell'Inghilterra), Cairo 1899
- Qabla l-Islām (Prima dell'Islam), Cairo 1907
- Rijālun fī rajul, 1970